# Yong'anli
Yong'anli (in cinese: 永安里站S, Yǒng'ānlǐ zhànP) è una stazione della linea 1 della metropolitana di Pechino.
Attualmente in costruzione, entro il 2025 dovrebbe essere inaugurata la stazione della linea 17, secondo i piani previsti. Una volta aperta, permetterà l’interscambio con l’attuale stazione della linea 1.

## Storia

### Linea 1
Nel 1957, la stazione di Yong’anli fu inclusa nel piano della rete metropolitana di Pechino che fu redatto da esperti sovietici, ed era prevista come una stazione sulla linea principale est-ovest sotto il Viale Chang'an (corrispondente all'attuale linea 1).
Nel 1965, il Comitato Centrale del Partito Comunista Cinese approvò il Rapporto sulla costruzione della metropolitana di Pechino, che definiva chiaramente il piano per realizzare le prime stazioni della metropolitana, tra cui quella stazione di Yong'anli.
Il 15 gennaio 1971 aprì al pubblico la prima fase della metropolitana di Pechino, nella tratta tra la stazione di Gongzhufen e la stazione ferroviaria di Pechino centrale (oggi parte della linea 2). Tuttavia, in questa fase, la stazione di Yong'anli non era ancora stata realizzata.
In seguito, il 20 ottobre 1986, la stazione di Yong'anli fu inclusa nella pianificazione della futura linea Fuba (oggi parte linea 1). Solamente il 26 gennaio 1991, la Commissione nazionale per la pianificazione approvò il rapporto di fattibilità per la costruzione della nuova linea Fuba, confermando anche la stazione di Yong'anli.
I lavori di realizzazione della stazione iniziarono il 20 giugno 1992 e, circa 7 anni dopo, il 28 settembre 1999, la stazione di Yong'anli è stata aperta al traffico sulla linea Fuba.
In seguito, Il 28 giugno del 2000, la linea Fuba è stata unificata e assorbita completamente dalla linea 1.

### Linea 17

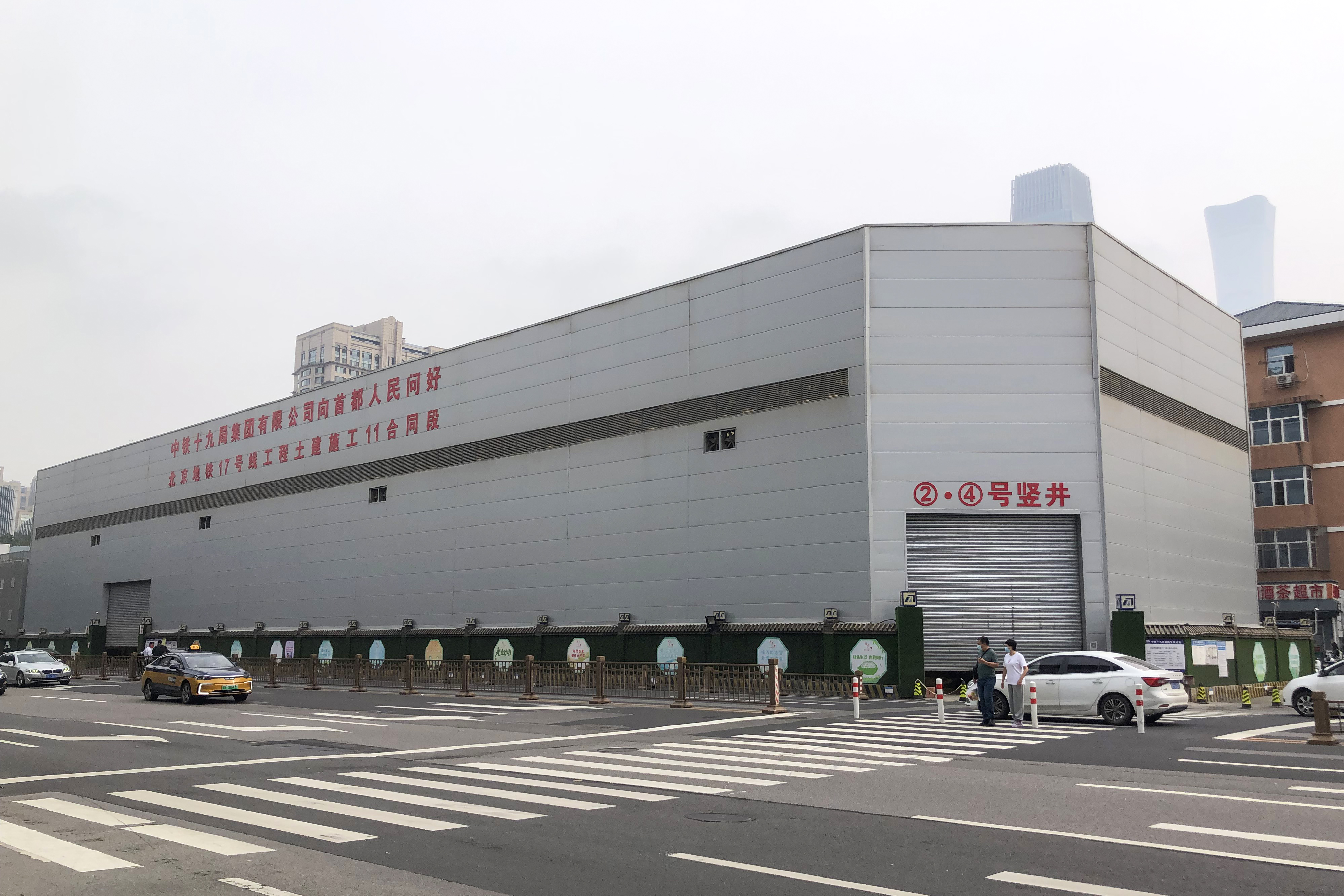
Il sito di costruzione della stazione della linea 17. (2021)

Nel marzo 2015, la stazione di Yong'anli è stata inserita nel tracciato previsto della linea 17 . Nel 2016, sono iniziati i lavori di realizzazione della stazione.
I lavori sono stati ultimati nel 2024 e l'apertura della nuova stazione è prevista entro il 2025.

## Posizione e denominazione
La stazione si trova all'incrocio tra Jianguomen Outer Street e Dongdaqiao Road, nel quartiere di Jianwai, che rientra nella giurisdizione del distretto di Chaoyang. La stazione si trova nelle vicinanze del Mercato della seta, un centro commerciale multipiano che vende principalmente merce contraffatta particolarmente frequentato dai turisti stranieri.
L’area dove sorge la stazione era originariamente chiamata Qijiayuan, ma verso la fine degli anni ’50 fu destinata ad accogliere temporaneamente le famiglie e gli operai edili trasferiti per far posto alla costruzione di piazza Tienanmen, della Grande Sala del Popolo e di altri edifici. Da qui prese il nome di “Yong'anli”, che significa letteralmente “vivere per sempre in pace e prosperità”.

## Struttura e impianti

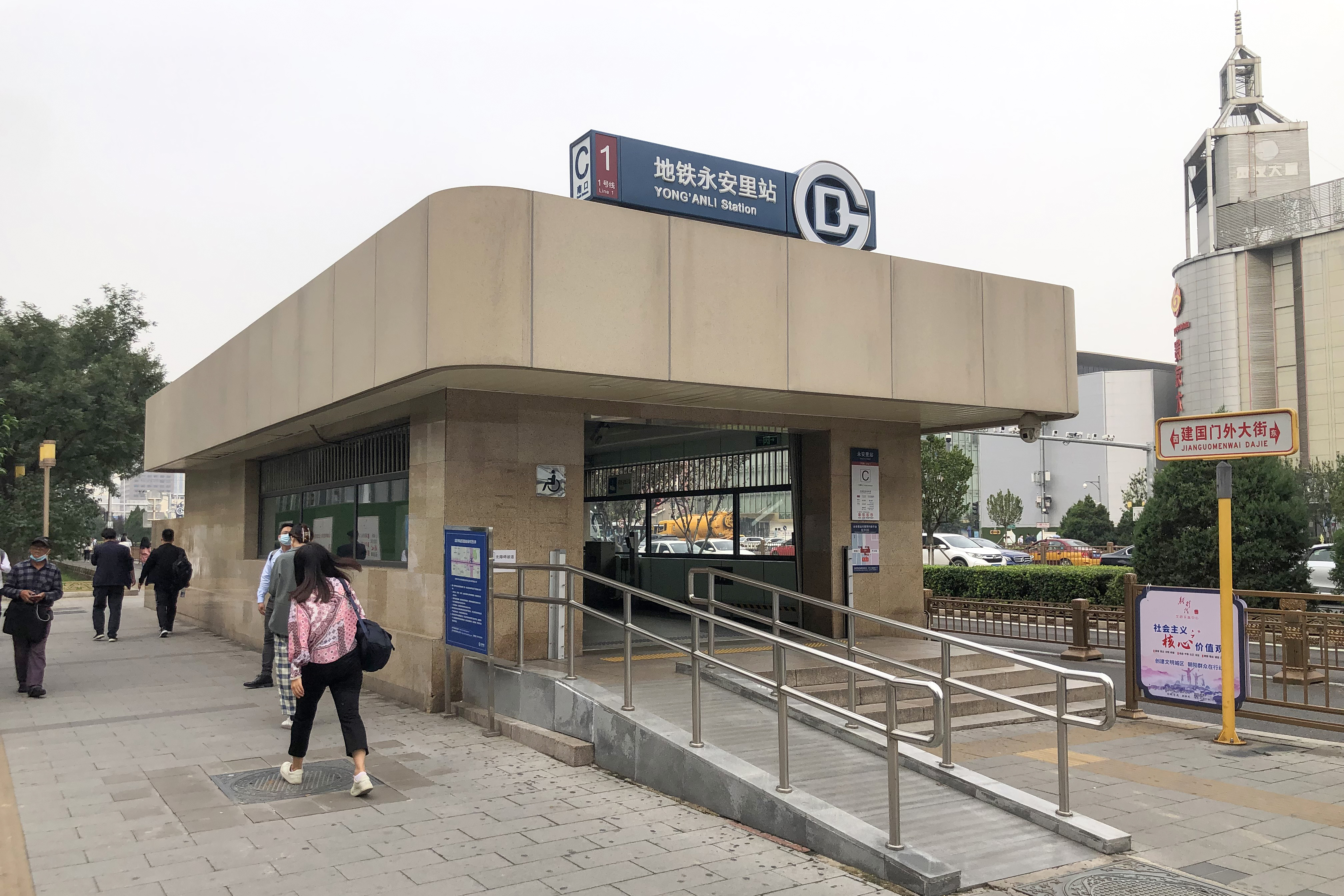
Uno degli ingressi della stazione.

La stazione di Yong'anli della linea 1 è una stazione sotterranea a tre livelli. Il primo livello sotterraneo ospita i passaggi pedonali e i locali tecnici: su entrambi i lati est e ovest della stazione ci sono due sottopassaggi che collegano i due lati del Viale Chang'an. Il secondo livello sotterraneo è il piano del mezzanino, progettato come atrio aperto, con tre ingressi collocati a nord-ovest, nord-est e sul lato sud. I tornelli si trovano al centro dell’atrio e da lì partono tre scale che conducono al terzo livello sotterraneo. Il terzo livello è il piano della banchina, con una configurazione a isola: il lato nord è servito dai treni diretti verso Gucheng, mentre il lato sud è servito da quelli diretti verso Universal Resort.
La stazione presenta tre accessi, indicati con le lettere A, B e C. L'ingresso C è accesibile ai portatori di disabilità motorie.

## Servizi
La stazione dispone di:
- Accessibilità per portatori di handicap (solo ingresso C)
- Emettitrice automatica biglietti
- Scale mobili
- Servizi igienici
- Sportello automatico
- Stazione video sorvegliata
- Ufficio polizia

### Orari
Il primo treno lascia la stazione di Ping'anli in direzione Universal Resort tutti i giorni alle 5:30, mentre l'ultimo che effettua tutta la tratta parte alle 23:32. Alcuni treni effettuano solo una parte della tratta della linea 1 − Batong, fermando alla stazione di Sihuidong, con l'ultimo treno che effettua servizio alle 00:14.
In direzione opposta, verso Gucheng, il primo treno effettua servizio alle 5:03 mentre l'ultimo alle 23:39.

## Interscambi
- Fermata autobus